# Praag 9
Praag 9 is een gemeentelijk district in de Tsjechische hoofdstad Praag. Het valt samen met het gelijknamige administratieve district. Tot het district behoort de gehele wijk Prosek, het grootste deel van Vysočany en Hrdlořezy en kleine gedeelten van Hloubětín, Libeň, Malešice en Střížkov. Het district heeft zo'n 45.000 inwoners.

## Aangrenzende districten
Praag 9 grenst aan een zestal andere districten. Vanaf het noorden met de klok mee zijn dat Praag 18, Praag 19, Praag 14, Praag 10, Praag 3 en Praag 8.
Praag 1 · Praag 2 · Praag 3 · Praag 4 · Praag-Kunratice · Praag 5 · Praag-Slivenec · Praag 6 · Praag-Lysolaje · Praag-Nebušice · Praag-Přední Kopanina · Praag-Suchdol · Praag 7 · Praag-Troja · Praag 8 · Praag-Březiněves · Praag-Ďáblice · Praag-Dolní Chabry · Praag 9 · Praag 10 · Praag 11 · Praag-Křeslice · Praag-Šeberov · Praag-Újezd · Praag 12 · Praag-Libuš · Praag 13 · Praag-Řeporyje · Praag 14 · Praag-Dolní Počernice · Praag 15 · Praag-Dolní Měcholupy · Praag-Dubeč · Praag-Petrovice · Praag-Štěrboholy · Praag 16-Radotín · Praag-Lipence · Praag-Lochkov · Praag-Velká Chuchle · Praag-Zbraslav · Praag 17-Řepy · Praag-Zličín · Praag 18-Letňany · Praag 19-Kbely · Praag-Čakovice · Praag-Satalice · Praag-Vinoř · Praag 20-Horní Počernice · Praag 21-Újezd nad Lesy · Praag-Běchovice · Praag-Klánovice · Praag-Koloděje · Praag 22-Uhříněves · Praag-Benice · Praag-Kolovraty · Praag-Královice · Praag-Nedvězí